# Looking Glass Studios
Pour les articles homonymes, voir Looking Glass.
Looking Glass Studios est un ancien studio américain de développement de jeux vidéo basé à Cambridge dans le Massachusetts.
Les jeux du studio ont souvent été considérés pour démontrer un gameplay innovant, une simulation physique pionnière, ou des histoires engagées et bien écrites. Toutefois, bon nombre de titres du studio, en dépit de nombreuses critiques élogieuses, se vendent mal en comparaison de concurrents modernes. Les jeux les plus connus sont Ultima Underworld, System Shock et Dark Project : La Guilde des voleurs.

## Historique

### Création deBlue Sky Productions
Le studio Blue Sky Productions est fondé par Paul Neurath en 1990 à Salem dans le New Hampshire. Son objectif est alors de développer un nouveau jeu – baptisé Underworld –sur lequel il travaille à l’époque avec Doug Wike,. À la création du studio, l'équipe de développement du jeu n'est composée que de Paul Neurath pour la conception, de Doug Church — alors étudiant au MIT — pour la programmation et de Doug Wike pour la conception artistique. En deux mois, ils parviennent à programmer un premier prototype de moteur de jeu dont ils font une démonstration lors du Consumer Electronics Show en juin 1990. Impressionné par celui-ci, Origin Systems signe alors un accord avec Blue Sky Productions pour publier le jeu. Peu après la signature du contrat avec Origin, Doug Church recrute Dan Schmidt, un de ses amis venant tout juste d'être diplômé du MIT, pour l'assister dans la programmation du moteur de jeu. 

### Fusion avecLerner Research
Après avoir fusionné avec Lerner Research en 1992, Blue Sky Productions est renommée Looking Glass Technologies. D'abord basée à Lexington, la société déménage à Cambridge en 1994. Un nombre important d'employés sont diplômés du MIT. Looking Glass possède également des bureaux satellites à Redmond, Austin et Huntington Beach.

### Fusion avec Intermetrics
En 1997, la société fusionne avec Intermetrics pour devenir Intermetrics Entertainment Software, LLC. Intermetrics devient AverStar après avoir acquis Pacer Infotech en février 1998. En mars 1999, Intermetrics se désinvestit de Looking Glass Studios.

### Fermeture du studio
L'entreprise cesse ses activités le 24 mai 2000 lors d'une crise financière liée à leur éditeur de l'époque, Eidos Interactive. Warren Spector parvient à réunir plusieurs développeurs de Looking Glass Studios dans un bureau satellite au studio Ion Storm et situé à Austin.
Après que l'entreprise se soit éteinte, d'autres employés de Looking Glass partent travailler chez Irrational Games, Harmonix, Mad Doc Software, Arkane Studios, Westwood Studios, Valve. Quelques-uns fondent Floodgate Entertainment et Digital Eel. 
Ion Storm Austin développe Deus Ex et Deus Ex: Invisible War, les deux premiers opus de la franchise Deus Ex, ainsi que Dark Project: Deadly Shadows, le troisième titre de la série Dark Project.

## Jeux développés
sous le nom Lerner Research
- Chuck Yeager's Advanced Flight Trainer (1987)
- F-22 Interceptor (1991)
- Car and Driver (1992)

sous le nom Blue Sky Productions
- Ultima Underworld (1992)
- John Madden Football '93 (1992)

sous le nom Looking Glass Studios
- Ultima Underworld II (1993)
- System Shock (1994)
- Flight Unlimited (1995)
- Terra Nova: Strike Force Centauri (1996)
- British Open Championship Golf (1997)
- Flight Unlimited II (1997)
- Voyager (annulé)
- Dark Project : La Guilde des voleurs (1998) - Thief en version originale
- Command and Conquer : Conflit du Tibérium (1999) - version Nintendo 64
- System Shock 2 (1999) avec Irrational Games
- Flight Unlimited III (1999)
- Destruction Derby 64 (1999)
- Dark Project 2 : L'Âge de métal (2000)